# Camille Polonceau
Pour les articles homonymes, voir Polonceau.
Jean-Barthélémy Camille Polonceau (Chambéry, 29 octobre 1813 – Viry-Châtillon, 21 septembre 1859), est un ingénieur français des chemins de fer.
Fils d'Antoine-Rémy Polonceau, il est l'inventeur de la « ferme Polonceau », une technique de charpente, et le créateur du train impérial de Napoléon III.

## Biographie
Né à Chambéry dans le département du Mont-Blanc, il est le fils d'un ingénieur des Ponts et Chaussées et constructeur de ponts, Antoine-Rémy Polonceau (1778-1847) et d'Antoinette Adèle Chaper.
Il est le cousin germain de Gustave Ernest Polonceau (1832-1900) ingénieur dans le chemin de fer qui innova sur les machines à vapeur.
Jean-Barthélémy Camille Polonceau est diplômé « Hors Ligne » de l'École centrale des arts et manufactures (Promotion 1836).
À sa sortie de l'école, Auguste Perdonnet, ingénieur en chef de la Compagnie du chemin de fer de Paris à Versailles-Rive-Gauche le prend à ses côtés pour la construction de la ligne de Paris à Versailles-Rive-Gauche.
C'est à ce poste qu'il conçoit en 1837, pour un petit bâtiment du chemin de fer un système de « charpente en bois et fer » qui deviendra la « ferme Polonceau » (ferme à double poinçon disposés en V inversé).
L’intérêt de ce type de ferme est sa grande légèreté, l’économie de matière et la hauteur libre dessous plus importante au centre que sur les bords.
Il est directeur de la compagnie du chemin de fer de Strasbourg à Bâle de 1842 à 1847.
C'est le constructeur du train impérial de Napoléon III de la Compagnie du Chemin de fer de Paris à Orléans.
Camille Polonceau meurt à son domicile de Viry-Châtillon le 21 septembre 1859 .

## Décoration
- Chevalier de la Légion d'honneur en 1845.
- Officier de la Légion d'honneur (décret du 13 août 1857)[4].

## Hommage
- Son nom est inscrit sur la tour Eiffel[5].

## Publications
- « Notice sur nouveau système de charpente en bois et fer », dans Revue générale de l'architecture et des travaux publics, 1840, p. 27-32 (lire en ligne), planche 2 (voir).
- Portefeuille de l'ingénieur des Chemins de fer, avec Auguste Perdonnet, éditeur L. Mathias, 1843-1846.
- Guide du mécanicien constructeur et conducteur de machines locomotives, avec Louis Le Chatelier, Eugène Flachat, et Jules Petiet, éditions Paul Dupont, Paris, 1851.
- Nouveau portefeuille de l'ingénieur des chemins de fer, avec Auguste Perdonnet (dir.), et Eugène Flachat, éditions Eugène Lacroix, Paris, 1866, 592 p.